# Bertinistraße
Die Bertinistraße ist eine Straße in Potsdam. Sie führt nördlich der Nauener Vorstadt von der Einmündung Große Weinmeisterstraße / Am Neuen Garten entlang des Jungfernsees zum Bertiniweg. Zwischen 1830 und 1930 entstanden herrschaftliche Landhaus-Villen mit parkähnlichen Gärten für Industrielle und Bankiers. Mehrere Bewohner wurden nach 1933 von den Nationalsozialisten als Juden verfolgt und mussten ihre Häuser verlassen. Von 1961 bis 1990 lag die Bertinistraße im Hinterland der Grenze zu West-Berlin.

## Topografie
In unmittelbarer Nachbarschaft zum Neuen Garten und zum Belvedere auf dem Pfingstberg gelegen, sind die Villen und Gärten an der Bertinistraße Teil des Ensembles der Schlösser und Parks von Potsdam und Berlin. Zusammen mit den benachbarten Parks bestimmt das Ufer am Jungfernsee die landschaftlich geprägte Sicht vom Wasser in diesem Teil des Preußischen Arkadiens. Es gibt Sichtbeziehungen nach Sacrow und zum Glienicker Schlosspark. Der Garten der Villa Jacobs wurde 1999 in die UNESCO-Weltkulturerbe-Liste eingetragen.
Die landschaftliche Gestaltung geht auf König Friedrich Wilhelm  IV. zurück. Architekt Karl Friedrich Schinkel, dessen Schüler und der Landschaftsarchitekt Peter Joseph Lenné waren vom König aufgefordert, der Bertinistraße als Panoramastraße besondere Bedeutung beizumessen. Die geeignetsten Punkte der Havellandschaft wurden durch architektonische Akzente wie die Meierei im Neuen Garten und die Villa Jakobs hervorgehoben.

## Geschichte

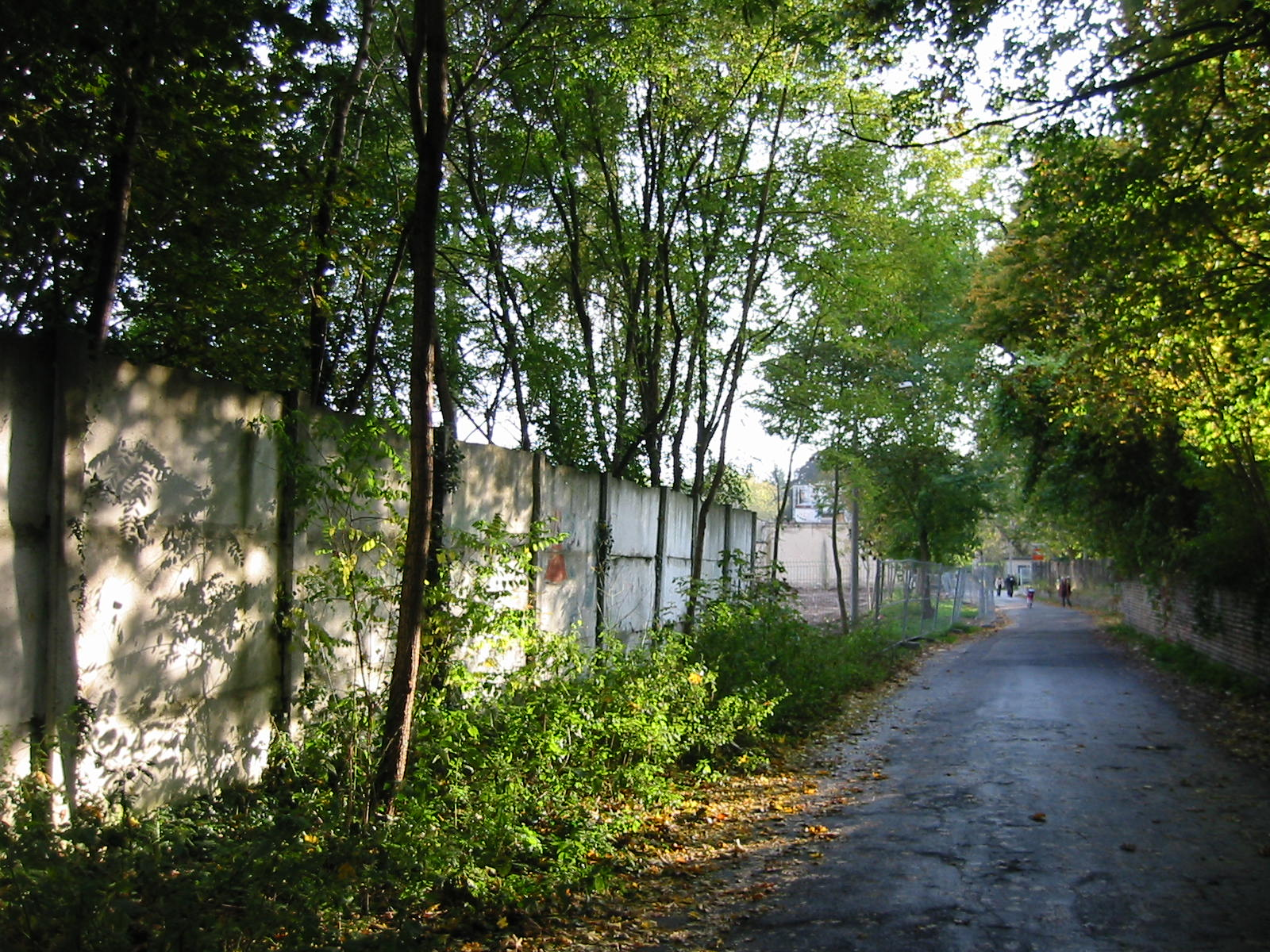
Hinterlandmauer Bertinistraße

Die Entwicklung des Gebietes begann Mitte des 18. Jahrhunderts mit dem Bau von Kolonisten-Häusern. Vorher gab es am Ufer des Jungfernsees schon eine alte Töpfer-Kute. Die erste nachweisliche Erwähnung einer Bebauung findet sich 1779 für das Grundstück Bertinistraße 16.
Ihren Namen erhielt die Bertinistraße, als sich am nördlichen Ende ein beliebtes Kaffeehaus mit Gastwirtschaft und Weinberg befand, das von dem aus Lucca stammenden Giovanni Alberto Bertini (1754–1818) betrieben wurde. Der Uferweg, der die Potsdamer dorthin führte, wurde Weg nach Bertini genannt.
Ab 1870 wurde die Bertinistraße wegen der Nähe zu den königlichen Gärten eine bevorzugte Wohnlage für die besseren Kreise. Nach der Jahrhundertwende und in der Weimarer Republik ließen sich prominente Bankiers wie der Direktor der Dresdner Bank, Herbert M. Gutmann, repräsentative Landhäuser bauen. Die Bertinistraße erhielt den Beinamen Bankiersstraße.
Im Dritten Reich wurden die jüdischen Bewohner enteignet und vertrieben. Ihre Häuser wurden von NS-Organisationen in Beschlag genommen.
In der DDR wurden sie als Alten- und Kinderheime genutzt und zu Volkseigentum erklärt. Auf den Grundstücken der Villa Jacobs und der Villa Gutmann entstanden Datschen-Kolonien.
Nach dem Mauerbau 1961 lag das Ufer des Jungfernsees im Grenzgebiet. An der Bertinistraße wurde eine große Grenzübergangsstelle für den Schiffsverkehr zwischen der DDR und West-Berlin eingerichtet.
Nach der Wende 1989 waren die meisten Häuser verfallen. Die Villa Gutmann wird seit einigen Jahren von der neuen Eigentümerin, der Schauspielerin Nadja Uhl, renoviert. Die Villa Jacobs wurde neu aufgebaut.

## Bauten

### Villa Mendelssohn Bartholdy
Die Villa Mendelssohn Bartholdy (Bertinistraße 1–5), auch Casa Bartholdy genannt, gehörte dem Bankier Otto von Mendelssohn Bartholdy (1868–1949).

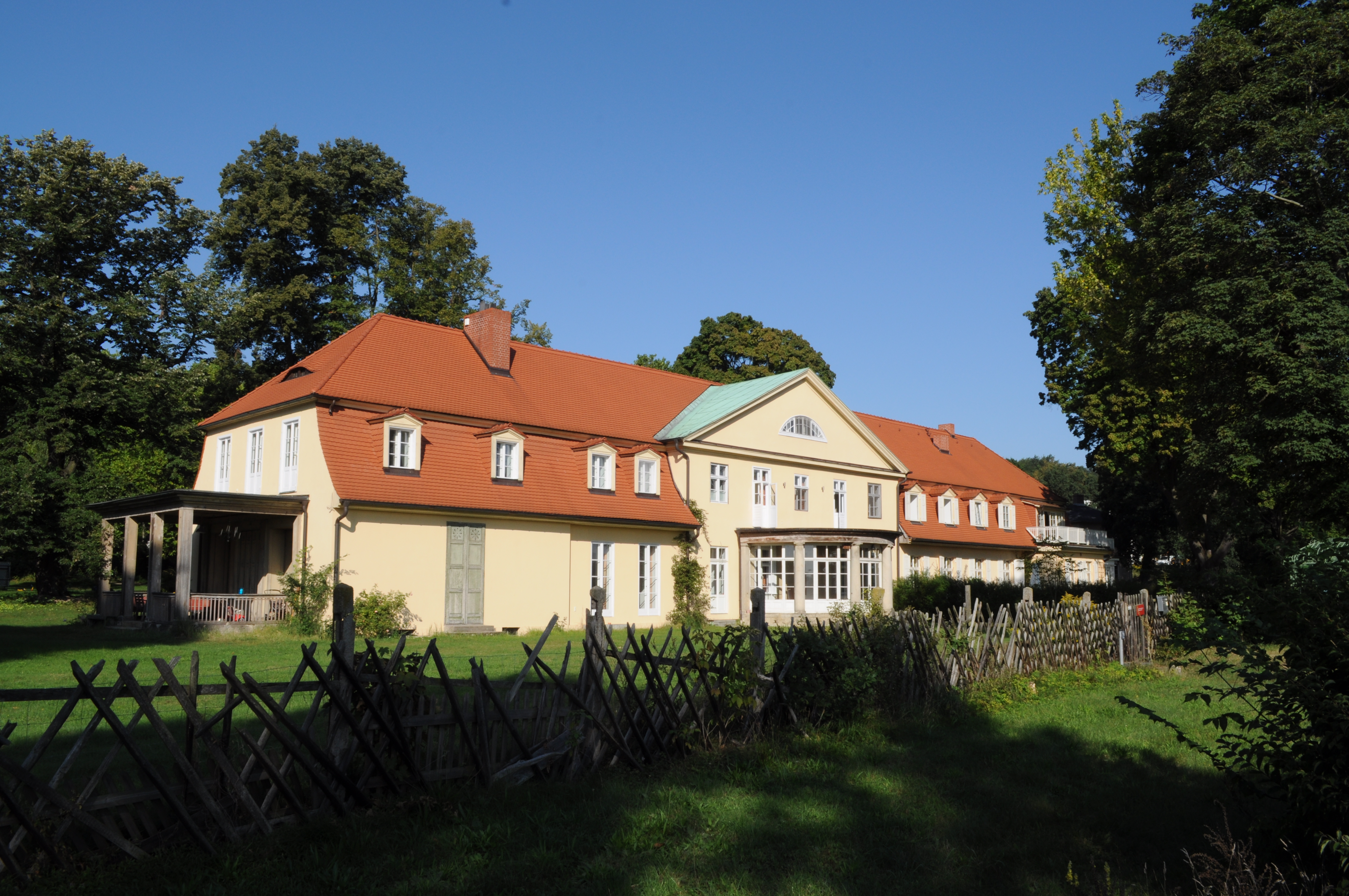
Villa Mendelssohn Bartholdy

Der Enkel des Komponisten Felix Mendelssohn Bartholdy war Mitgesellschafter des Berliner Bankhauses Robert Warschauer & Co., Aufsichtsratsmitglied von Agfa und der I.G. Farben und einer der reichsten Männer in Preußen. 1907 wurde er von Kaiser Wilhelm in den Adelsstand erhoben.
Auf der Suche nach einer Sommerresidenz kaufte er 1900 mehr als 60.000 m² eines ehemaligen Weinbergs an der Bertinistraße. Das Haus des Vorbesitzers ließ er unter anderem durch den Architekten Paul Schultze-Naumburg umbauen, der einige Jahre später den Bau des nahen Schlosses Cecilienhof leitete.
Im Dritten Reich wurde Otto von Mendelssohn Bartholdy als „Jude“ eingestuft und enteignet. Seine Villa wurde an den Reichskommissar für die Seeschifffahrt vermietet, von Mendelssohn Bartholdy musste in das Gärtnerhaus ziehen. Im Herbst 1943 wurde er von der Gestapo verhaftet und entging nur knapp der Deportation nach Theresienstadt.
Ende Juni 1945 beschlagnahmte die sowjetische Besatzungsmacht von Mendelssohn Bartholdys Wohnung für die bevorstehende Potsdamer Konferenz im Schloss Cecilienhof. Im Stallgebäude neben dem Landhaus wurde in der DDR ein Konsum eingerichtet. Das Wohngebäude diente in DDR-Zeiten als Internat für Studentinnen und Studenten der Pädagogischen Hochschule „Karl Liebknecht“ in Potsdam.
Die Casa Bartholdy wurde erst in den 1990er Jahren an von Mendelssohn Bartholdys Erben rückübertragen. Villa und Gartenanlage stehen unter Denkmalschutz.

### Villa Starck
Neben der Villa Mendelssohn Bartholdy befindet sich die Villa Starck (Bertinistraße 6–9).

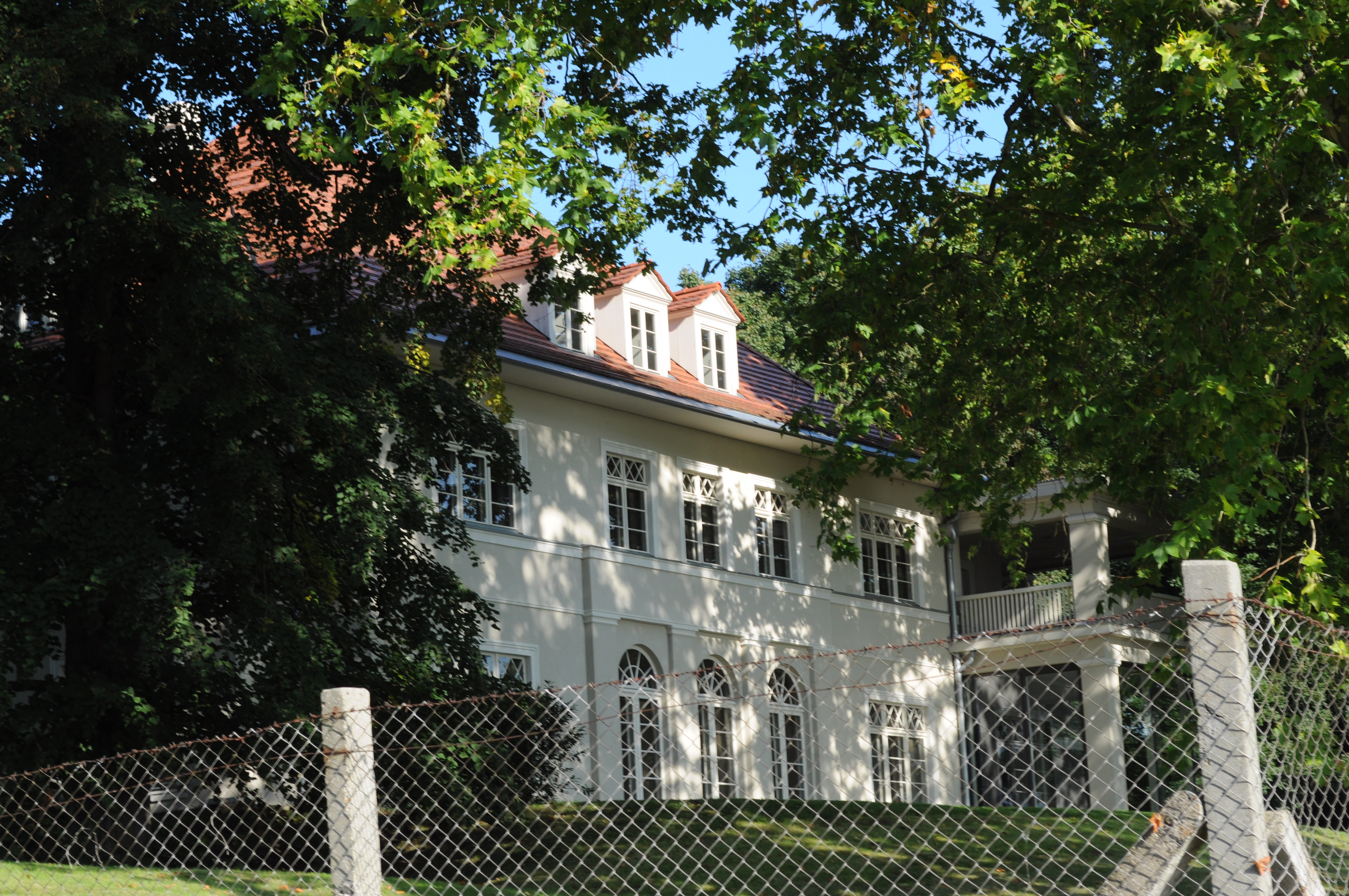
Villa Starck

Der Industrielle Hermann C. Starck (1891–1974) war ein Zögling von Walther Rathenau und gründete 1920 die Firma H.C. Starck, die mit Chemikalien, Erzen und seltenen Metallen handelte, vor allem mit Wolfram, das für die Rüstungsproduktion benötigt wurde. Mit 30 Jahren war Starck bereits Millionär.

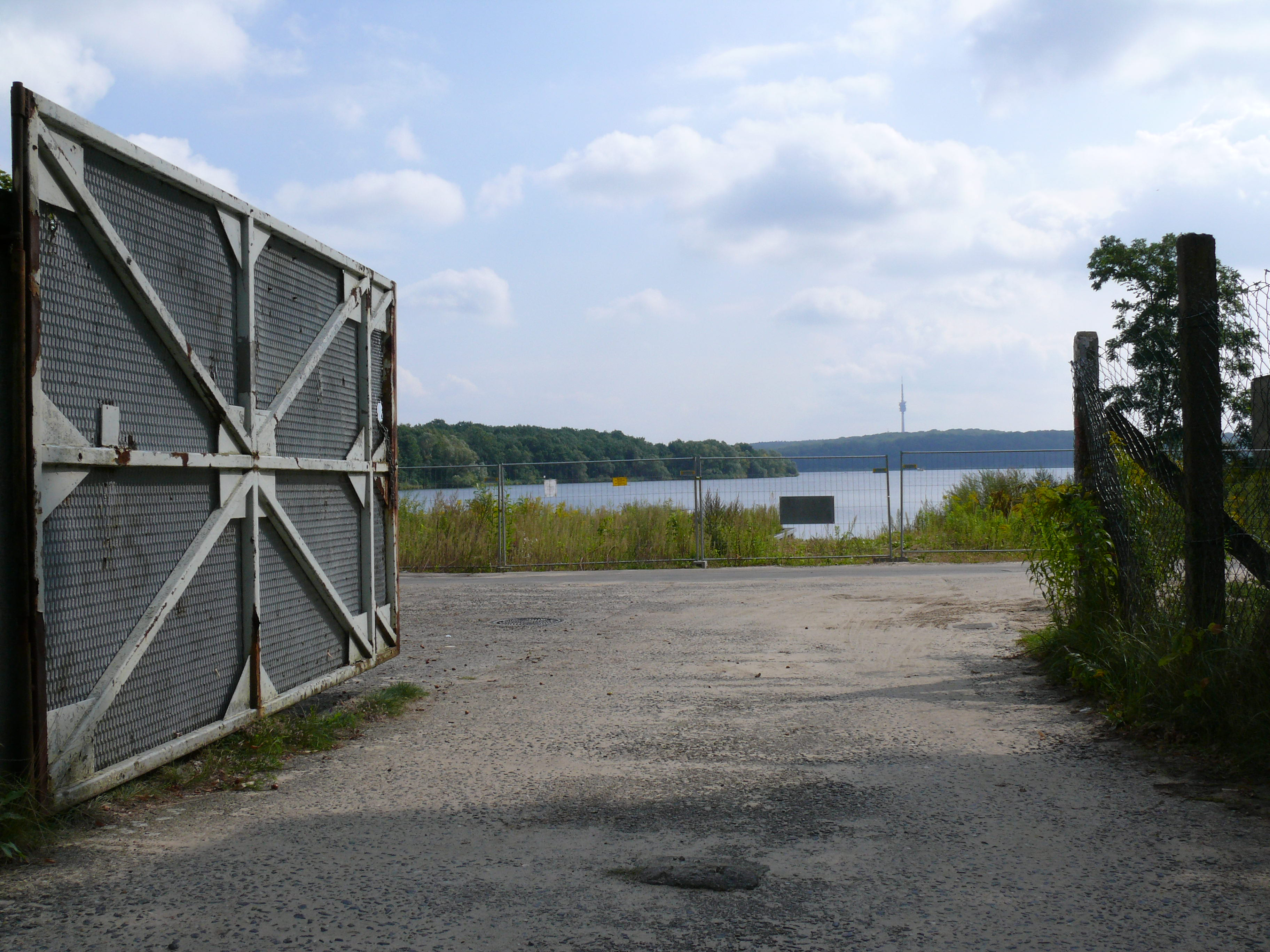
Grenztor zwischen Villa Starck und Jungfernsee

1921/22 ließ er ein Haus an der Bertinistraße als hochherrschaftliche Villa mit Vorhalle, Personal- und Repräsentationsräumen von Michael Rachlis ausbauen. Das mehr als drei Hektar große unbebaute Gelände der Hauptbesitzung und ein Seegarten gewährleisteten den freien Blick über das Wasser nach Berlin.
Im Zweiten Weltkrieg war die Firma Starck Teil der NS-Rüstungsindustrie und beschäftigte zahlreiche Zwangsarbeiter. Im Juni 1945 nahm die sowjetische Besatzungsmacht Hermann C. Starck in der Bertinistraße fest und internierte ihn als Kriegsverbrecher, zunächst im Lager Fünfeichen, danach im ehemaligen KZ Buchenwald. In den berüchtigten Waldheimer Prozessen wurde er 1950 wegen Unterstützung des Nazitums zu 20 Jahren Haft in Bautzen verurteilt. Sein Besitz wurde eingezogen. Anfang 1951 wurde er begnadigt. Kurz darauf siedelte Starck in die Bundesrepublik Deutschland um.
Die Villa Starck wurde in der DDR durch eine Grenzhundestaffel genutzt. 2006–2008 wurde sie restauriert. Die Villa steht unter Denkmalschutz.

### Villa Louis Hagen / Haus Udröst

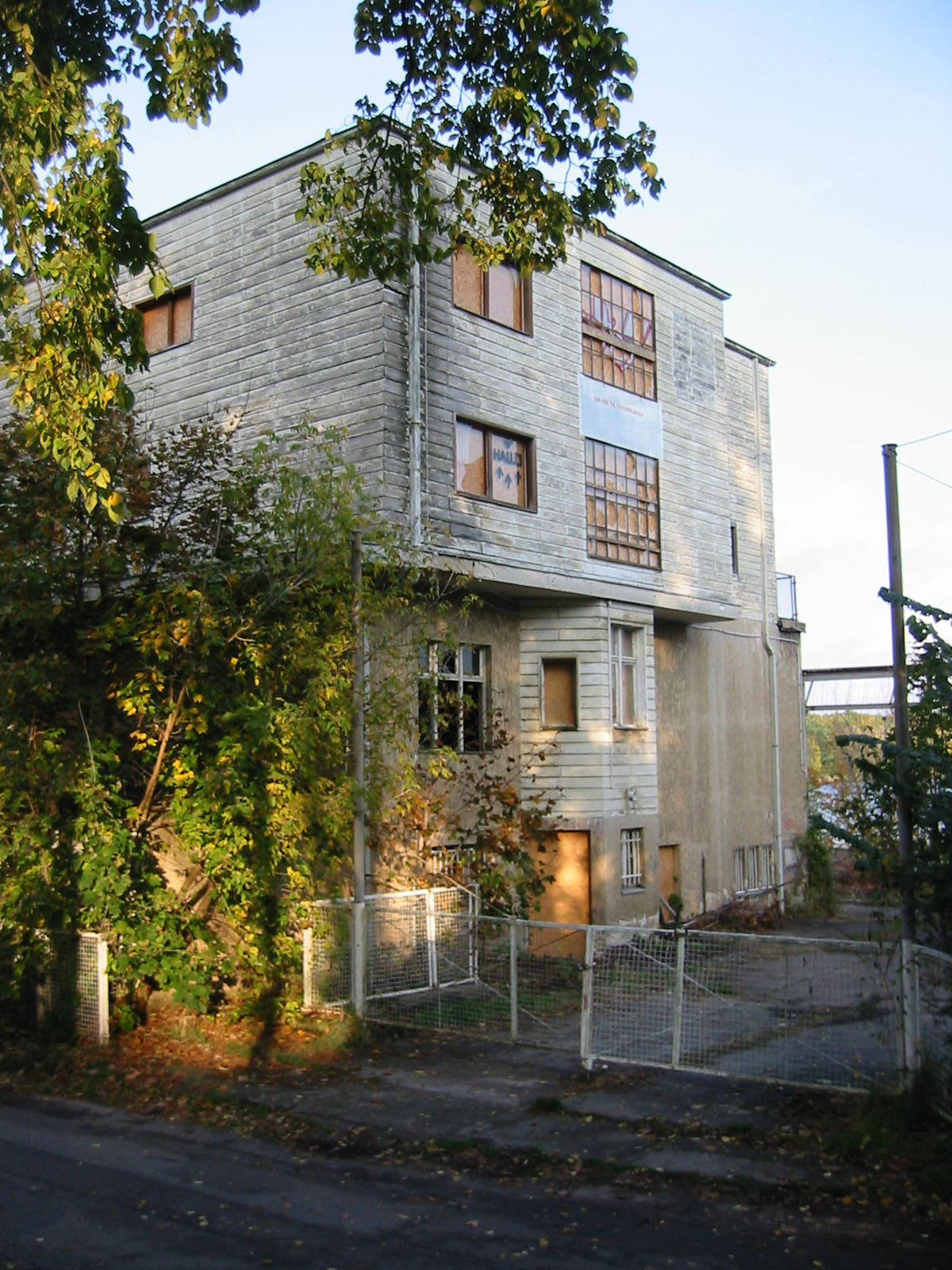
Villa Louis Hagen

Direkt am Ufer des Jungfernsees stand bis 2023 die Villa Louis Hagen (Bertinistraße 23), vormals Haus Udröst.
Als erstes Bauwerk auf dafür eigens neu angeschüttetem Land entstand an der Bertinistraße 23 die Udröst genannte Villa Du Bois-Reymond, ein im Original in Einzelteilen aus Norwegen (Strömmen) importiertes Holzhaus, das der Berliner Ingenieur und Patentanwalt Alard du Bois-Reymond (1860–1922), Sohn des Physiologen Emil du Bois-Reymond (1811–1896), und seine Ehefrau Lili du Bois-Reymond (1864–1948), für ihre Familie ab 1897 zunächst als Sommerhaus erbauen ließen.
1927/28 wurde das Gebäude durch die Architekten Otto Block und H. Ebert im Bauhaus-Stil umgebaut und erweitert. Auftraggeber war der neue Besitzer Louis Hagen, Teilhaber des Berliner Bankgeschäfts Wiener, Levy & Co, Mitglied des BMW-Aufsichtsrats und Großaktionär des Kiepenheuer-Verlags.
Die Villa Hagen erhielt Dachterrassen, eine Turnhalle mit Flachdach aus Glasbausteinen, einen Boxring und einen Bootsschuppen. Mit dem Boot machte man Besuche in der nahen Villenkolonie Babelsberg. Von 1923 bis 1926 wurde auf dem Gelände der Villa der erste lange Animationsfilm der Filmgeschichte, Die Abenteuer des Prinzen Achmed, produziert. Louis Hagen, der die Idee zu dem Film hatte, richtete der Trickfilm-Pionierin Lotte Reiniger ein Atelier ein und ließ sie darin „nach Herzenslust experimentieren“.
1940 emigrierte Louis Hagen in die USA. Nach dem Krieg wurde die Villa als Jugend-Erholungsheim von der Evangelischen Kirche genutzt. 1969 zog der VEB Informationsverarbeitung für die bezirksgeleitete Industrie des Bezirkes Potsdam in die Villa und richtete dort ein Rechenzentrum ein.
Nach der Wende verfiel das Gebäude und wechselte mehrfach den Besitzer. Wegen des schlechten baulichen Zustands wurde das Gebäude 2023 abgerissen.

### Villa Gutmann

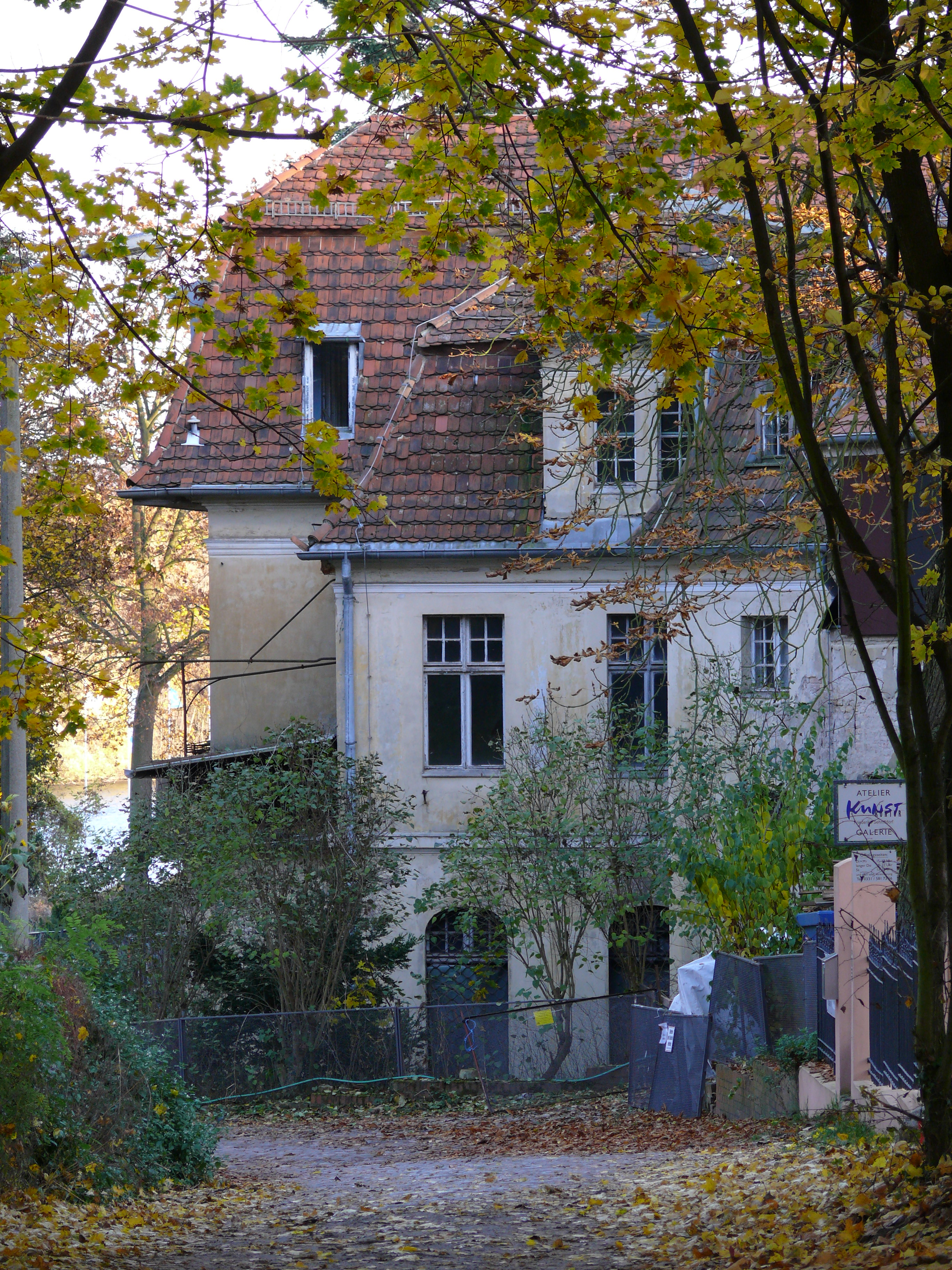
Villa Gutmann

Die Villa Gutmann in der Bertinistraße 16/16a gehörte dem Bankier Herbert M. Gutmann (1879–1942). Der Sohn des Dresdner-Bank Gründers Eugen Gutmann war Direktor der Dresdner Bank und der Deutschen Orientbank und ein bedeutender Kunstsammler.
1913 mietete er das Anwesen seines Onkels Ernst Heller in der Bertinistraße und baute es nach und nach zu einem imposanten Landsitz, dem Herbertshof, um. Das Anwesen hatte über 50 Zimmer, u. a. ein Dampfbad, ein Arabicum mit einer reich verzierten hölzernen Innenraumdekoration und eine vom Architekten Reinhold Mohr entworfene Turnhalle mit expressionistischer Formensprache.

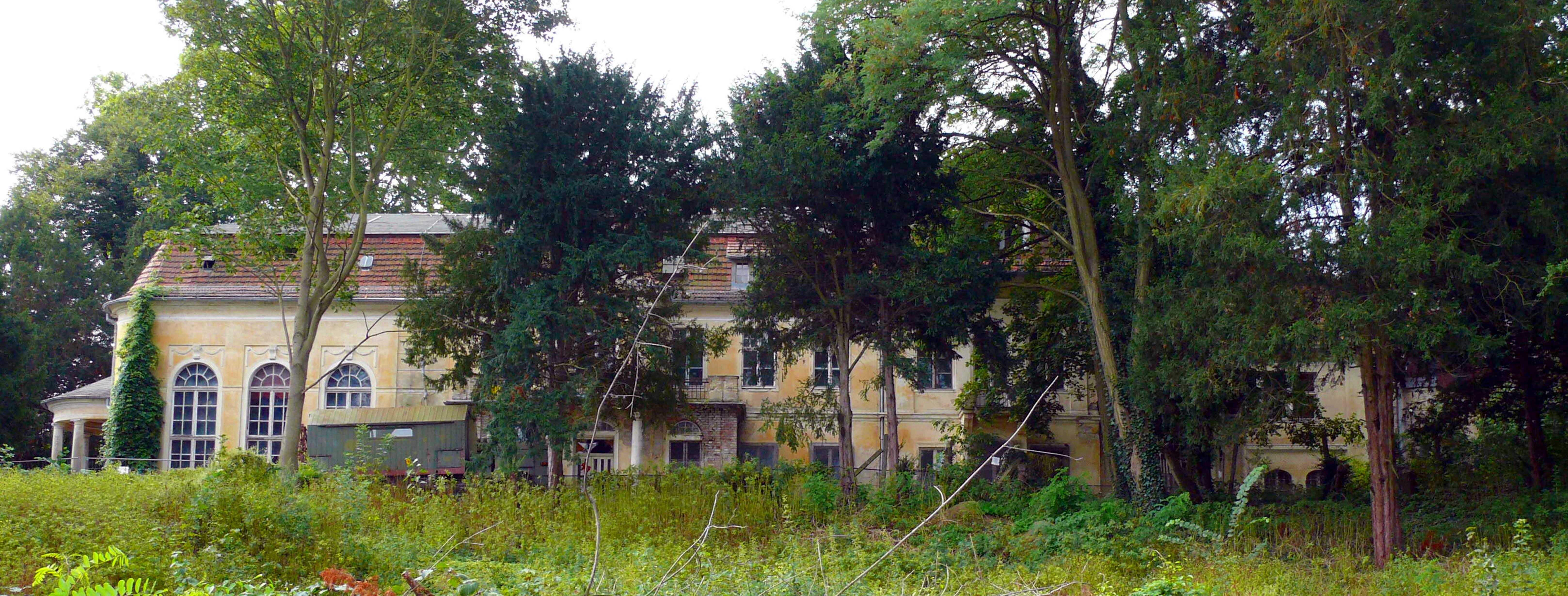
Villa Gutmann

Ähnlich wie in der Villa Mendelssohn Bartholdy versammelte sich in Gutmanns Haus der größte Teil „der alten Hofgesellschaft nicht nur Potsdams, sondern auch Berlins“. Kronprinz Wilhelm kam aus dem Cecilienhof zum Mittagessen, die Könige Gustav von Schweden, Fu'ād von Ägypten und Faisal vom Irak waren zu Besuch.
Mit der Machtübernahme der NSDAP trennte sich Herbert M. Gutmann vom Herbertshof und seiner Kunstsammlung. Nachdem er und seine Frau noch einige Zeit in der benachbarten Villa Alexander gelebt hatten, gelang der von der Judenverfolgung bedrohten Familie Ende 1936 über Italien die Ausreise nach England.
Das Grundstück Bertinistraße 16-16a wurde im Juni 1939 an den Volksbund für das Deutschtum im Ausland verkauft. Nach dem Krieg richtete die Stadt Potsdam eine Kinderklinik ein, später ein Feierabendheim. Im Landschaftsgarten entstand eine Kleingarten-Sparte. Nach der Wende lebten Hausbesetzer in der Villa Gutmann. 1992 wurde das Haus an eine Erbengemeinschaft rückübertragen und von dieser an die Schauspielerin Nadja Uhl verkauft. Sie versucht, die Villa Gutmann wieder herzurichten. Villa und Villengarten stehen unter Denkmalschutz.

### Villa Jacobs / Villa Alexander
Die Villa Jacobs (Bertinistraße 17) wurde 1842 nach einem Entwurf von Ludwig Persius für den Fabrikanten Ludwig Jacobs errichtet. Jacobs (1794–1879) war Besitzer der größten Zuckerraffinerie der Provinz Brandenburg und Investor für die Berlin-Potsdam-Magdeburger Eisenbahngesellschaft beim Bau der Eisenbahnstrecke Berlin-Potsdam-Magdeburg.

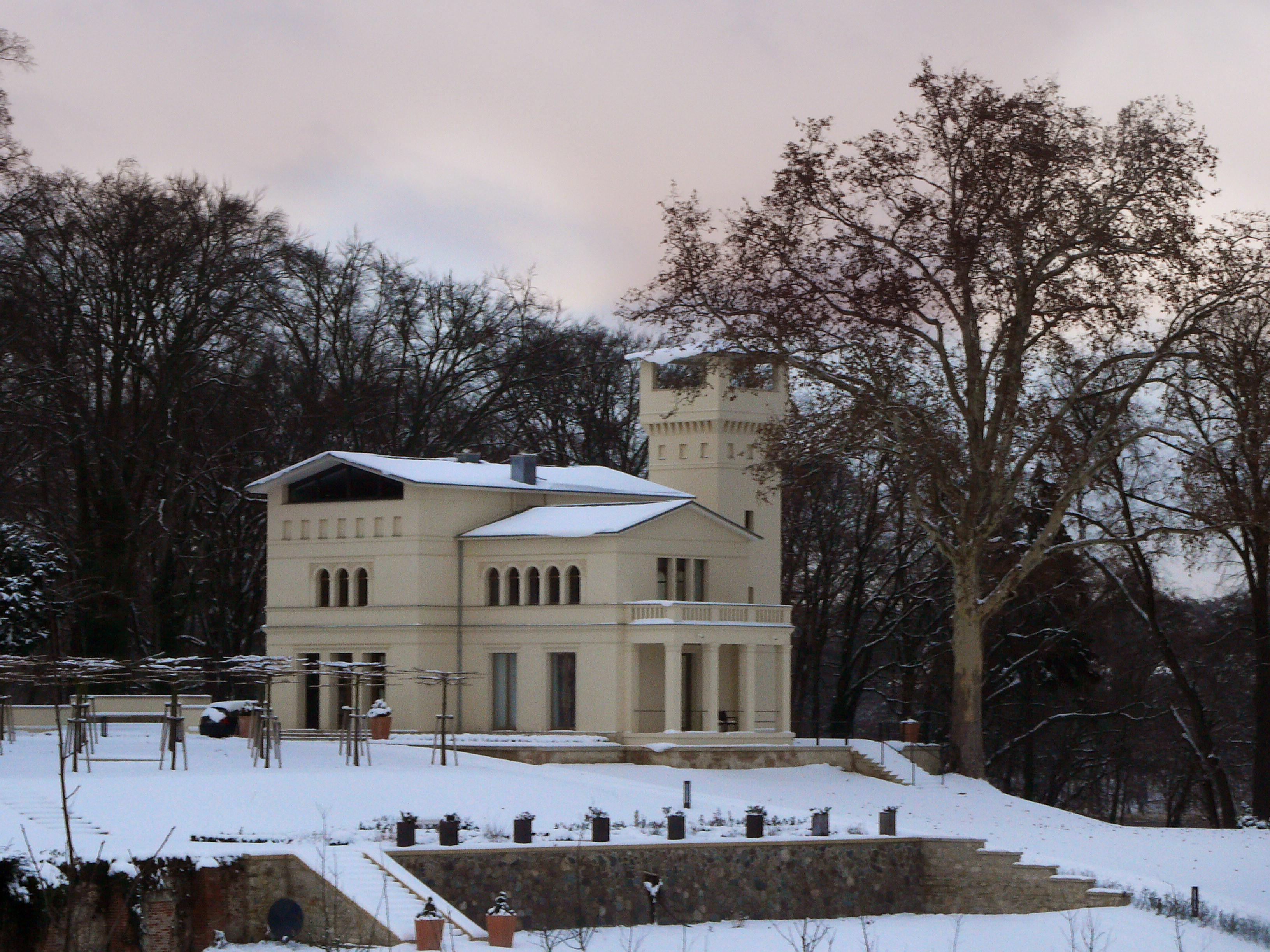
Villa Jacobs

Seine Villa entstand anstelle eines 1835 von Alberto Bertini errichteten Hauses am Ende der Bertinistraße auf einem Plateau über dem Jungfernsee. Mit ihrem 37 Meter hohen florentinischen Turm war die Villa Jacobs die erste italienische Turmvilla in Potsdam und übte großen Einfluss auf nachfolgende Bauten aus. Der königliche Hofgärtner Hermann Sello legte einen 45.000 m² großen Landschaftsgarten nach Originalplänen von Peter-Joseph Lenné an. 1886 wurde die Villa an den Prinzen Alexander von Preußen vermietet und deshalb auch Villa Alexander genannt. 1896 kaufte sie Kaiser Wilhelm II.
Am 30. Juni 1934 wurde Konrad Adenauer, der damals in Potsdam lebte, während des Röhm-Putsches in der Villa Alexander von der SS festgehalten.
Nach dem Zweiten Weltkrieg wurde in dem Gebäude ein Kindergarten der Sowjetarmee untergebracht. Nach dem Mauerbau wurde die Villa Jacobs wegen der Lage im Grenzgebiet nicht mehr genutzt und begann zu zerfallen. Nach einem Brand wurde die Ruine 1981 abgerissen.
2005–2008 wurde die Villa Jacobs von den Architekten Marianne und Stefan Ludes adaptiv wieder errichtet.

### Grenzübergangsstelle
1970 entstand an der Bertinistraße zwischen der Villa Louis Hagen und der Villa Jacobs ein 55 Hektar großer Grenzübergang für Schiffe. Nachdem die am Übergang zum Weißen See befindliche alte Grenzübergangsstelle Nedlitz den Verkehr nicht mehr bewältigen konnte, wurde an der Einmündung vom Jungfernsee in die Havel eine größere Anlage gebaut.

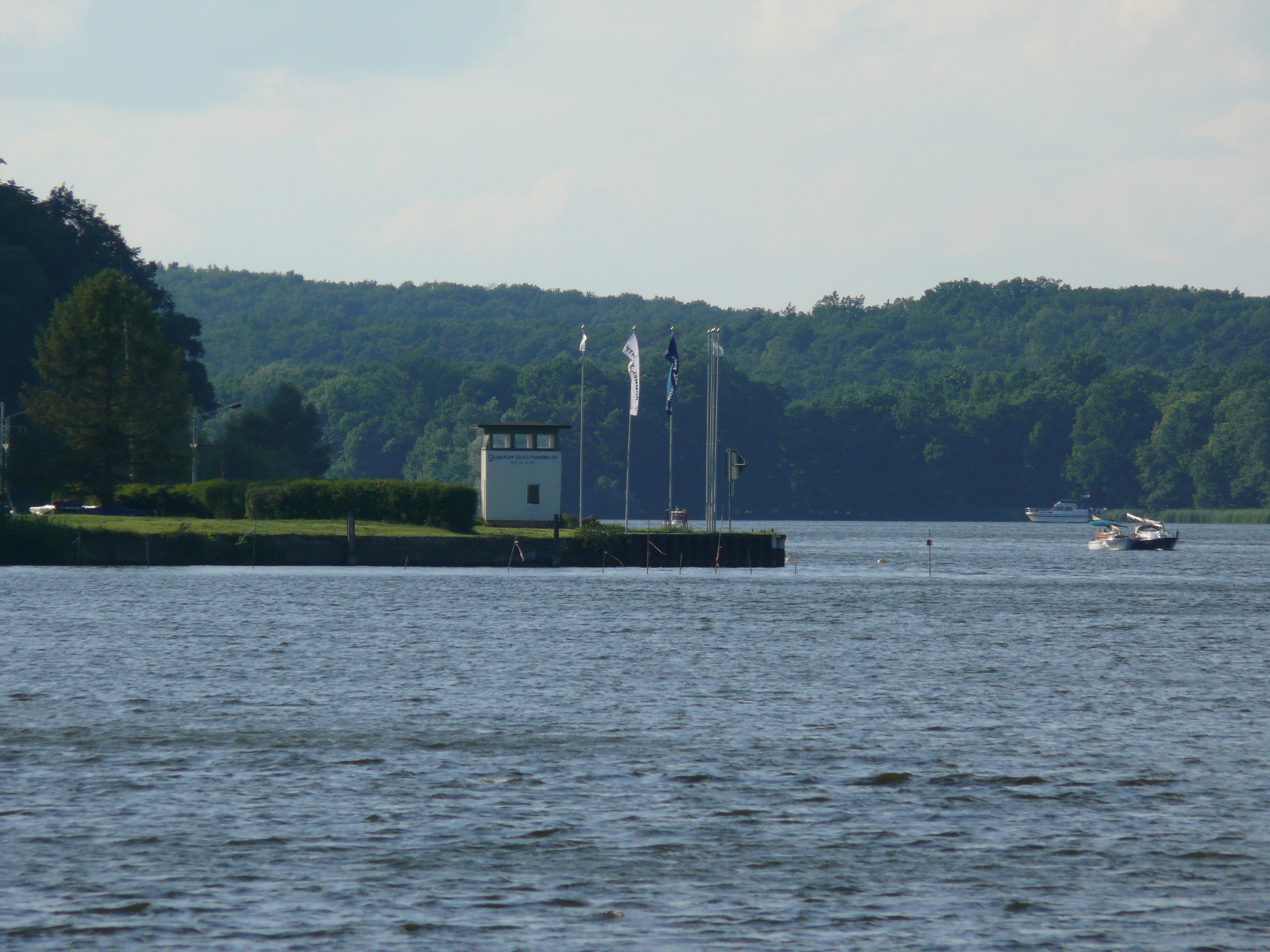
Wachturm am Jungfernsee

Die gesamte Breite des Jungfernsees wurde von einem Sperrwerk aus Pontons verschlossen, das es Schiffen und Tauchern unmöglich machen sollte, die 1200 Meter entfernte Grenze nach West-Berlin unerlaubt zu passieren. Entlang der Bertinistraße entstanden eine Pier für die Boote der Grenztruppen, Schnellboothalle, Bootshebeanlage und Tankstelle, Wachtürme, Maschinenhaus, Verwaltungsgebäude, Hundezwinger und Garagen. Vor der Villa Gutmann wurde das Ufer mit Spundwänden erweitert, so dass die Villa ihren Wasserzugang verlor. Die Grenzanlagen waren zur Landseite hin mit einem doppelten Maschendrahtzaun und einer Hinterlandmauer gesichert.
Der Wachturm wurde 2011 unter Denkmalschutz gestellt. Die Hinterlandmauer, eines der letzten baulichen Zeugnisse der früheren Grenze um West-Berlin, wurde im Zuge einer Straßensanierung 2012 abgerissen. Ein Teil der Mauersegmente soll für einen späteren „Ort der Erinnerung“ aufbewahrt und wieder aufgebaut werden.